# مایکل کریک
مایکل کریک (انگلیسی: Michael Carrick؛ زادهٔ ۲۸ ژوئیهٔ ۱۹۸۱) بازیکن فوتبال بازنشسته و مربی حرفه‌ای فوتبال انگلیسی است که در حال حاضر به عنوان سرمربی باشگاه میدلزبورو در لیگ قهرمانی فوتبال انگلستان فعالیت می‌کند. او یکی از بهترین هافبک‌های نسل خود محسوب می‌شود و دوران حرفه‌ای ۱۲ ساله‌ای را در باشگاه منچستر یونایتد سپری کرد که طی آن کاپیتانی این تیم را نیز بر عهده داشت. کریک عمدتاً به عنوان هافبک دفاعی بازی می‌کرد اما در شرایط اضطراری توسط مربیانی چون الکس فرگوسن، دیوید مویس، لوئیس فن خال و ژوزه مورینیو در پست مدافع مرکزی نیز مورد استفاده قرار می‌گرفت. سبک بازی او بر پایهٔ توانایی در پاس‌دهی استوار بود.
کریک دوران حرفه‌ای خود را در سال ۱۹۹۷ از تیم جوانان وستهام یونایتد آغاز کرد و دو سال بعد با این تیم قهرمان جام جوانان اف‌ای شد. او در فصل نخست حضورش، به‌طور قرضی به تیم‌های سوئیندون تاون و بیرمنگام سیتی فرستاده شد و از فصل ۲۰۰۱–۲۰۰۰ جایگاه خود را در تیم اصلی تثبیت کرد. با این حال، در فصل ۰۳–۲۰۰۲ با وستهام سقوط به دستهٔ پایین‌تر را تجربه کرد و در فصل بعدی در تیم منتخب سال دسته اول انگلستان قرار گرفت. پس از انجام بیش از ۱۵۰ بازی برای وستهام، کریک در سال ۲۰۰۴ با مبلغی حدود ۳٫۵ میلیون پوند به تاتنهام پیوست و در دو فصل حضورش در این تیم، نقش مؤثری ایفا کرد. او در سال ۲۰۰۶ با مبلغ ۱۴ میلیون پوند به منچستر یونایتد منتقل شد.
از زمان پیوستن به منچستر یونایتد، کریک به عنوان بازیکن ثابت تیم شناخته شد و در فصل نخست خود بیش از ۵۰ بازی انجام داد. او در قهرمانی لیگ برتر انگلستان در فصل ۲۰۰۶–۲۰۰۷ نقش کلیدی داشت و در فصل بعد، در فینال لیگ قهرمانان اروپا ۲۰۰۸، که با پیروزی ۶–۵ در ضربات پنالتی همراه بود، ۱۲۰ دقیقه کامل بازی کرد و یکی از ضربات پنالتی را به گل تبدیل کرد. کریک در طول دوران حرفه‌ای‌اش، تمامی افتخارات داخلی فوتبال انگلستان را به دست آورد و به همراه وین رونی یکی از دو بازیکن انگلیسی است که موفق به فتح لیگ برتر، جام حذفی، لیگ قهرمانان اروپا، جام اتحادیه، سوپر جام انگلستان، لیگ اروپا و جام باشگاه‌های جهان شده است.
در سطح ملی، کریک در رده‌های زیر ۱۸ سال، زیر ۲۱ سال، تیم ب و تیم بزرگسالان انگلستان بازی کرد. او در سال ۲۰۰۱ اولین بازی خود را برای تیم ملی انجام داد و در مجموع ۳۴ بازی ملی بدون به ثمر رساندن گل انجام داد. کریک به‌طور مداوم در تیم ملی نادیده گرفته می‌شد، زیرا هم‌نسلان او اغلب در پست او ترجیح داده می‌شدند. با این حال، در فصل ۲۰۱۲–۲۰۱۳، او به عنوان بازیکن ثابت تیم ملی جا افتاد و در دو تورنمنت بزرگ، جام جهانی ۲۰۰۶ و ۲۰۱۰، حضور داشت.

## زندگی شخصی
مایکل کریک در والزند، تاین و ور، انگلستان به دنیا آمد و فوتبال را از سن چهار سالگی آغاز کرد. او که طرفدار نیوکاسل یونایتد بود، در دوران کودکی در باشگاه فوتبال والزند بویز بازی می‌کرد. کریک در نوجوانی در آزمایش‌های تیم‌های مختلفی از جمله میدلزبورو، استوک سیتی، آرسنال، کریستال پالاس و چلسی شرکت کرد. او در دوران مدرسه به عنوان مهاجم بازی می‌کرد، اما پس از پیوستن به وستهام یونایتد به پست هافبک تغییر پست داد و توانست مهارت‌های خود را در این نقش گسترش دهد.
مایکل کریک در ۱۶ ژوئن ۲۰۰۷ با لیزا روهاد، مربی پیلاتس با مدرک مدیریت بازرگانی، در ویموندهام، لسترشر ازدواج کرد. این زوج در دوران مدرسه با هم آشنا شدند و صاحب یک دختر، لوئیز، و یک پسر، جیسای، هستند.
در اکتبر ۲۰۱۸، کریک اعلام کرد که پس از شکست در فینال لیگ قهرمانان اروپا ۲۰۰۹، به مدت دو سال از افسردگی رنج می‌برد.
کریک یک برادر به نام گریمه دارد که چهار سال کوچکتر است. او نیز در وستهام یونایتد بازی کرد اما چندین مصدومیت دید و پس از ۷ سال مربیگری در FA Skills Coach و دوره ای در Team Northumbria، اکنون مدرک کارشناسی ارشد در مربیگری ورزشی را دریافت کرده است و در حال حاضر مربی منطقه ای FA (شمال شرقی و یورکشایر) است. قبلاً در آکادمی نیوکاسل یونایتد به عنوان مربی زیر ۱۰ سال و زیر ۱۶ سال فعالیت می‌کرد.

## فوتبال حرفه ای

### آغاز دوران حرفه‌ای در وست‌هام یونایتد
مایکل کریک، محصول آکادمی جوانان باشگاه وست‌هام یونایتد، در فصل ۱۹۹۸–۱۹۹۹ توانست با این تیم قهرمان جام جوانان انگلستان شود. وی در فینال دو بازیه این رقابت‌ها مقابل کاونتری سیتی دو گل به ثمر رساند. اولین حضور رسمی کریک برای وست‌هام در جام اینترتوتو و برابر یوکریت فنلاند رقم خورد. پس از آن، در لیگ برتر نیز در برابر بردفورد سیتی به میدان رفت و به تدریج خود را به عنوان یک بازیکن کلیدی معرفی کرد.
در نوامبر ۱۹۹۹، کریک به صورت قرضی به سوئیندون تاون پیوست و در این تیم موفق به زدن اولین گل حرفه‌ای خود شد. او در این دوران ۶ بازی انجام داد و ۲ گل به ثمر رساند. سپس در فوریه ۲۰۰۰، به بیرمنگام سیتی رفت و در آنجا تنها دو بازی انجام داد. بازگشت او به وست‌هام با اولین گلش برای این تیم همراه بود که در پیروزی ۵–۰ برابر کاونتری سیتی به ثبت رسید.
کریک در فصل ۲۰۰۰–۲۰۰۱ جایگاه ثابتی در وست‌هام پیدا کرد و در ۴۱ بازی به میدان رفت. در همین فصل، برای دومین سال متوالی به عنوان بازیکن جوان سال باشگاه انتخاب شد. وی در فصل ۲۰۰۱–۲۰۰۲ نیز عملکرد خوبی داشت و با به ثمر رساندن گل‌هایی مهم، خود را به عنوان یکی از استعدادهای آینده‌دار فوتبال انگلیس معرفی کرد.
فصل ۲۰۰۲–۲۰۰۳ برای کریک و وست‌هام تلخ بود، زیرا تیم به دسته اول سقوط کرد. با این وجود، کریک برخلاف بسیاری از بازیکنان مطرح تیم، تصمیم گرفت در وست‌هام بماند. او در فصل ۲۰۰۳–۲۰۰۴ نیز به بازی‌های خوب خود ادامه داد و به تیمش کمک کرد تا به پلی‌آف صعود به لیگ برتر برسد؛ اما وست‌هام در فینال شکست خورد و از صعود بازماند.

### انتقال به تاتنهام هاتسپر
در تابستان ۲۰۰۴، کریک به تاتنهام پیوست. او ابتدا به دلیل مصدومیت فرصت زیادی برای بازی پیدا نکرد، اما با حضور مارتین یول به عنوان سرمربی، به یکی از مهره‌های اصلی خط میانی تاتنهام تبدیل شد. کریک در فصل ۲۰۰۵–۲۰۰۶ اولین گل خود را برای این تیم به ثمر رساند و با پاس‌های دقیق و بازی‌سازی مؤثر، خود را به عنوان یک هافبک خلاق و قابل اعتماد مطرح کرد.

### انتقال به منچستریونایتد و موفقیت‌های بزرگ
در سال ۲۰۰۶، کریک با مبلغ ۱۸٫۶ میلیون پوند به منچستریونایتد منتقل شد. او به عنوان جانشین روی کین به ترکیب این تیم اضافه شد و شماره ۱۶ را بر تن کرد. در اولین فصل حضورش، منچستر قهرمان لیگ برتر شد. کریک در لیگ قهرمانان اروپا نیز خوش درخشید و دو گل در برد تاریخی ۷–۱ مقابل تیم فوتبال رم به ثمر رساند.
کریک در فصل ۲۰۰۷–۲۰۰۸ همراه با منچستر قهرمان لیگ برتر و لیگ قهرمانان اروپا شد. او در فینال لیگ قهرمانان برابر چلسی، یکی از پنالتی‌های حساس تیمش را تبدیل به گل کرد. این قهرمانی نقطه عطفی در دوران حرفه‌ای او به‌شمار می‌رفت و توانایی‌های او را در بالاترین سطح فوتبال اروپا نشان داد.
در طول فصل‌های بعدی، کریک به عنوان یک هافبک میانی مؤثر و باهوش در منچستریونایتد شناخته شد. او با دقت در پاس‌دهی و توانایی در دفاع و حمله، یکی از عوامل موفقیت‌های این تیم در لیگ برتر و رقابت‌های اروپایی بود.
کریک در دوران حضورش در منچستر، به همراه این تیم به عناوین مختلفی از جمله ۵ قهرمانی لیگ برتر، یک قهرمانی لیگ قهرمانان اروپا و جام‌های داخلی دیگر دست یافت. او در بسیاری از بازی‌های حساس تیمش، از جمله دربی‌های شهر منچستر و دیدارهای مهم اروپایی، عملکرد درخشانی داشت.
مایکل کریک در تاریخ ۲۵ ژانویه ۲۰۱۰ اولین گل خود در جام اتحادیه را در بازی مقابل منچستر سیتی به ثمر رساند و به تیمش کمک کرد تا در مجموع ۴–۳ پیروز شود و به فینال راه پیدا کند. در ادامه همان فصل، او در ۶ فوریه گلی را مقابل پورتسموث به ثمر رساند که ابتدا به‌عنوان گل به خودی حریف ثبت شد، اما بعداً توسط کمیته بررسی گل‌ها به نام کریک ثبت گردید. کریک همچنین در ۱۶ فوریه ۲۰۱۰ در جریان پیروزی ۳–۲ مقابل آ.ث. میلان در سن‌سیرو برای اولین بار در دوران حرفه‌ای‌اش کارت قرمز گرفت. این فصل با کسب مدال قهرمانی جام اتحادیه و عدم موفقیت در قهرمانی لیگ برتر به پایان رسید، چرا که چلسی تنها با یک امتیاز برتری قهرمان شد.
در فصل ۲۰۱۰–۲۰۱۱، کریک با چالشی از مصدومیت مچ پا مواجه شد که باعث شد شروع فصل را از دست بدهد، اما او به‌سرعت به ترکیب تیم بازگشت و در پیروزی ۳–۱ مقابل چلسی در جام خیریه بازی کرد. او در ۳ مارس ۲۰۱۱ قرارداد خود را برای سه سال دیگر تمدید کرد. در این فصل، کریک نقش مهمی در پیروزی تیمش مقابل چلسی در لیگ قهرمانان اروپا ایفا کرد و با ارسال پاس گل به وین رونی مورد تحسین قرار گرفت. با این حال، در نیمه‌نهایی جام حذفی مقابل منچستر سیتی، اشتباهی از کریک منجر به گل یحیی توره شد که منچستر یونایتد را از فینال بازداشت.
مایکل کریک فصل ۲۰۱۲–۲۰۱۳ را به‌عنوان یکی از بهترین فصل‌های خود سپری کرد. او در این فصل نه‌تنها به‌عنوان بازیکن کلیدی در خط میانی، بلکه به‌دلیل کمبود مدافع، گاهی در نقش مدافع میانی ظاهر شد. بازی‌های درخشان کریک باعث شد که او برای جایزه بازیکن سال PFA نامزد شود و از سوی آرسن ونگر، مربی آرسنال، به‌عنوان یکی از بهترین بازیکنان فصل معرفی شود. هرچند این جایزه به گرت بیل رسید، اما کریک در تیم منتخب فصل PFA قرار گرفت و همچنین به‌عنوان بازیکن برتر از سوی هم‌تیمی‌هایش در منچستر یونایتد انتخاب شد. این فصل با قهرمانی منچستر یونایتد در لیگ برتر و عملکردی عالی برای کریک همراه بود.

### خداحافظی با منچستر
مایکل کریک در فوریه ۲۰۱۴ به دلیل مصاحبه‌ای که از سوی روی کین، کاپیتان پیشین منچستر یونایتد، ضعیف توصیف شد، مورد انتقاد قرار گرفت. با وجود انجام ۴۲ بازی در تمامی رقابت‌های آن فصل، شایعاتی دربارهٔ آینده او در منچستر یونایتد شکل گرفت. در ژوئیه همان سال، او در جریان تمرینات پیش‌فصل دچار مصدومیتی شد که برای ۱۲ هفته او را از میادین دور نگه داشت. بازگشت کریک به میادین در دیدار برابر منچستر سیتی بود که به عنوان مدافع جایگزین پس از اخراج کریس اسمالینگ وارد زمین شد. نقش کریک در بازگشت به ترکیب اصلی منچستر یونایتد بسیار تأثیرگذار بود، به طوری که تیم در ۶ بازی که او در ترکیب اصلی حضور داشت، به پیروزی رسید.
در دسامبر ۲۰۱۴، سر الکس فرگوسن، کریک را بهترین بازیکن انگلیسی دانست و این ستایش در حالی بود که لوئیس فن خال او را به عنوان نایب‌کاپیتان منچستر یونایتد منصوب کرده بود. در مارس ۲۰۱۵، کریک در پیروزی ۳–۰ برابر تاتنهام، تیم پیشین خود، یک گل زد و یک پاس گل داد. پنج روز بعد، قرارداد او برای یک فصل دیگر تمدید شد که دوران حضورش در منچستر یونایتد را به ۱۰ فصل رساند. در ژانویه ۲۰۱۶، او ۴۰۰مین بازی خود را برای منچستر یونایتد انجام داد و در همان فصل، با قهرمانی در جام حذفی انگلستان، مجموعه افتخارات داخلی خود را تکمیل کرد.
کریک در فصل ۲۰۱۶–۱۷ به یکی از بازیکنان کلیدی تیم ژوزه مورینیو تبدیل شد و نقش قابل‌توجهی در کنترل بازی و پاس‌های دقیق ایفا کرد. در پایان همان فصل، به پاس خدمات یازده‌ساله‌اش، یک بازی خیرخواهانه به عنوان تجلیل از او برگزار شد که درآمد آن به خیریه‌های منتخب کریک اختصاص یافت. پس از خروج وین رونی از تیم، کریک به عنوان کاپیتان منچستر یونایتد انتخاب شد. در فصل ۲۰۱۷–۱۸، او به دلیل مشکل قلبی تحت عمل جراحی قرار گرفت، اما توانست به بازی بازگردد. در پایان فصل، کریک پس از انجام ۴۶۴ بازی برای منچستر یونایتد، با فوتبال خداحافظی کرد و به کادر مربیگری تیم پیوست.

### میراث کریک در فوتبال انگلیس
مایکل کریک به عنوان یکی از بهترین هافبک‌های نسل خود شناخته می‌شود. او با بازی‌خوانی بی‌نظیر، توانایی در کنترل بازی و نقش کلیدی‌اش در تیم‌های بزرگ، جایگاه ویژه‌ای در تاریخ فوتبال انگلیس دارد. کریک پس از پایان دوران بازیگری‌اش، به مربیگری روی آورد و همچنان به فوتبال خدمت می‌کند.

## آمار

### ملی
| تیم ملی  | سال   | تعداد بازی | گل زده |
| -------- | ----- | ---------- | ------ |
| انگلستان | ۲۰۰۱  | ۲          | ۰      |
| انگلستان | ۲۰۰۲  | ۰          | ۰      |
| انگلستان | ۲۰۰۳  | ۰          | ۰      |
| انگلستان | ۲۰۰۴  | ۰          | ۰      |
| انگلستان | ۲۰۰۵  | ۲          | ۰      |
| انگلستان | ۲۰۰۶  | ۷          | ۰      |
| انگلستان | ۲۰۰۷  | ۳          | ۰      |
| انگلستان | ۲۰۰۸  | ۱          | ۰      |
| انگلستان | ۲۰۰۹  | ۵          | ۰      |
| انگلستان | ۲۰۱۰  | ۲          | ۰      |
| انگلستان | ۲۰۱۱  | ۰          | ۰      |
| انگلستان | ۲۰۱۲  | ۴          | ۰      |
| انگلستان | ۲۰۱۳  | ۵          | ۰      |
| انگلستان | ۲۰۱۴  | ۰          | ۰      |
| انگلستان | ۲۰۱۵  | ۳          | ۰      |
| مجموع    | مجموع | ۳۴         | ۰      |

## افتخارات
منچستر یونایتد
- لیگ برتر فوتبال انگلستان: ۰۷–۲۰۰۶، ۰۸–۲۰۰۷، ۰۹–۲۰۰۸، ۱۱–۲۰۱۰، ۱۳–۲۰۱۲[۲۰]
- جام حذفی فوتبال انگلستان: ۱۶–۲۰۱۵
- جام اتحادیه باشگاه‌های انگلستان: ۰۹–۲۰۰۸، ۱۰–۲۰۰۹، ۱۷–۲۰۱۶
- جام خیریه انگلستان: ۲۰۰۷، ۲۰۰۸، ۲۰۱۰، ۲۰۱۱، ۲۰۱۳، ۲۰۱۶
- لیگ قهرمانان اروپا: ۰۸–۲۰۰۷
- لیگ اروپا: ۱۷–۲۰۱۶[۲۱]
- جام باشگاه‌های فوتبال جهان: ۲۰۰۸

فردی
- تیم سال پی‌اف‌ای: ۰۴–۲۰۰۳، ۱۳–۲۰۱۲[۲۲]